# Aleksandar Čavrić
Aleksandar Čavrić (Servisch: Александар Чаврић) (Vukovar, 18 mei 1994) is een Servisch voetballer die als aanvaller speelt. Hij speelde bij KRC Genk, dat hem voor het seizoen 2015-2016 uitleende aan Aarhus GF. Sinds 2017 speelt hij voor Slovan Bratislava.

## Carrière

### Banat Zrenjanin
Čavrić maakte op 15 juni 2011 zijn debuut in de tweede klasse van het Servisch voetbal door in de 86ste minuut in te vallen in de wedstrijd tegen Mladi Radnik. Bij deze ene wedstrijd zou het dat seizoen blijven. In het volgende seizoen kwam hij aan 10 wedstrijden waarin hij 1 doelpunt scoorde. Hierna was hij einde contract en verliet hij zo de club.

### OFK Beograd
In 2012 vertrok hij transfervrij naar eersteklasser OFK Beograd. In zijn eerste twee seizoenen kwam hij hier aan 30 wedstrijden en 11 goals. Zijn derde seizoen begon hij uitstekend met 3 goals in 4 wedstrijden, dit leidde meteen tot interesse van het Zwitserse FC Basel, het Franse Olympique Marseille en het Belgische KRC Genk.

### KRC Genk
Op 1 september 2014 haalde het Belgische KRC Genk de spits binnen als vervanger van Jelle Vossen. Hij maakte zijn debuut in de wedstrijd tegen Royal Mouscron-Péruwelz. De speler kwam 17 keer uit voor Racing Genk. Hij wist geen doelpunt te scoren.

### Aarhus GF
KRC Genk leende de speler uit aan Aarhus GF voor het seizoen 2015-2016. Hierbij werd ook een aankoopoptie bedongen, die door Aarhus GF niet werd gelicht.

## Statistieken
| seizoen | club               | land       | competitie         | wed. | goals |
| ------- | ------------------ | ---------- | ------------------ | ---- | ----- |
| 2010/11 | FK Banat Zrenjanin | Servië     | Prva Liga          | 1    | 0     |
| 2011/12 | FK Banat Zrenjanin | Servië     | Prva Liga          | 10   | 1     |
| 2012/13 | OFK Beograd        | Servië     | Superliga          | 20   | 0     |
| 2013/14 | OFK Beograd        | Servië     | Superliga          | 30   | 11    |
| 2014/15 | OFK Beograd        | Servië     | Superliga          | 4    | 3     |
| 2014/15 | KRC Genk           | België     | Jupiler Pro League | 16   | 0     |
| 2015/16 | KRC Genk           | België     | Jupiler Pro League | 2    | 0     |
| 2015/16 | → Aarhus GF        | Denemarken | 1. division        | 19   | 1     |
| 2016/17 | Slovan Bratislava  | Slowakije  | Fortuna Liga       | 19   | 4     |
| 2017/18 | Slovan Bratislava  | Slowakije  | Fortuna Liga       | 26   | 12    |
| 2018/19 | Slovan Bratislava  | Slowakije  | Fortuna Liga       | 27   | 4     |
| 2019/20 | Slovan Bratislava  | Slowakije  | Fortuna Liga       | 7    | 2     |
| 2020/21 | Slovan Bratislava  | Slowakije  | Fortuna Liga       | 30   | 3     |
| 2021/22 | Slovan Bratislava  | Slowakije  | Fortuna Liga       | 24   | 3     |
| Totaal  | Totaal             | Totaal     | Totaal             | 235  | 44    |